# World Wrestling Association
La World Wrestling Association est une fédération mexicaine de catch créée en 1986 par Benjamin Mora, Jr.. Contrairement aux États-Unis, comme à la WWE, cette fédération met en avant le sport et non le spectacle.

## Championnats
La WWA comprend 9 championnats.
| Championnat                                     | Champion(s) actuel(s)                                | Depuis le         | Lieu          |
| ----------------------------------------------- | ---------------------------------------------------- | ----------------- | ------------- |
| WWA World Heavyweight Championship              | Rayo de Jalisco, Jr.                                 | 21 avril 2003     | Tijuana       |
| WWA World Light Heavyweight Championship        | Heddi Karaoui                                        | 30 novembre 2013  | Mexico City   |
| WWA World Junior Light Heavyweight Championship | Nicho El Millonario                                  | 20 août 2004      | Tijuana       |
| WWA World Middleweight Championship             | Olímpico                                             | 20 février 2009   | Tijuana       |
| WWA World Welterweight Championship             | El Hijo del Santo                                    | 26 septembre 2004 | Ciudad Juárez |
| WWA World Lightweight Championship              | Vacant                                               |                   |               |
| WWA World Tag Team Championship                 | Perro Aguayo, Jr. et Héctor Garza                    | 31 janvier 2008   | Tijuana       |
| WWA World Trios Championship                    | Los Brazos (Brazo de Oro, Brazo de Plata & El Brazo) | 12 juin 1998      | Tijuana       |
| WWA World Women's Championship                  | Ayako Hamada                                         | 23 mars 2003      |               |

## Employés
Cette section liste des catcheurs qui ont travaillé à la WWA.
| - L.A. Park - Super Parka - Blue Panther - El Hijo del Santo - Rey Misterio, Sr. - Rey Mysterio, Jr. - Perro Aquayo, Jr. - Blue Demon Jr. - Nicho el Millionario - Juventud Guerrera - Pentagon Black - The Patriot - Racing Dawg - Espectro, Jr. | - Scorpio, Jr. - Tiger Jeet Singh - Alcatraz Backstage interviewer (also Benjamin Moras Brother) - Armando Munoz Backstage interviewer - Extreme Tiger - Tinieblas Jr - Mil Mascaras - Rayo de Jalisco - Perro Aguayo - Brazo de Plata(Super Porky) - Kayra - Lola Gonzales - Shocker - Vampiro |